# 和栗雄太郎
和栗 雄太郎（わくり ゆうたろう、1928年7月7日 - 2014年4月1日）は、日本の機械工学者、熱工学者。九州大学名誉教授。

## 経歴
九州大学名誉教授で日本学士院会員にも選定された機械工学者和栗明の長男として福岡市に生まれる。幼少期から父・明の影響により機械工学に興味を持つ。福岡県中学修猷館、久留米工業専門学校（久留米工業高等専門学校の前身）を経て、1952年、九州大学工学部機械工学科卒業。
卒業後、三菱造船に入社し、本社技術部内燃機研究課において船舶ディーゼル機関の燃焼及び潤滑について研究。1959年、ディーゼル噴霧の運動特性について、燃料油滴群の運動量が周囲の空気に移行して合体噴霧を形成するという運動量理論を世界で初めて創出し、噴霧の到達距離と対応する空気過剰率を表す数式（通称「和栗の式」）を導出した。和栗の式は、噴霧研究の基盤をなすものとして、その後数十年にわたり多くの文献に引用されることとなった。
1962年3月、上記の理論をまとめた「ディーゼル機関の燃焼噴霧運動論」により九州大学で工学博士の学位を取得。この論文を読んだ九州大学工学部教授柘植盛男らから招聘され、1963年10月、九州大学工学部助教授に転じ、1970年4月、同教授に就任。その後、1971年3月から1972年2月にかけて、文部省在外研究員として英国ロンドン大学インペリアルカレッジに留学している。1992年3月、九州大学を定年退官し、1992年4月、福岡大学工学部機械工学科教授に就任。1999年3月、福岡大学を定年退官。
この間、1985年7月から1994年7月まで日本学術会議会員、1988年4月から1989年4月まで日本機械学会副会長に就任している。

## 受賞
- 1984年 日本機械学会論文賞
- 1993年 自動車技術会学術貢献賞